# Diadegma anurum
Diadegma anurum là một loài tò vò trong họ Ichneumonidae.